# Blues for the Red Sun
Blues for the Red Sun drugi je studijski album američkog heavy metal sastava Kyuss, objavljen 1992. Iako je uglavnom primio pohvale od kritike, album se prodao u samo 39.000 primjeraka.
Pjesme s albuma puštane su na više radio postaja dok su glazbeni spotovi napravljeni za "Green Machine" i "Thong Song" prikazivani na MTV-u. U sklopu promocije albuma, Kyuss su svirali kao predgrupa na turnejama za nekoliko sastava. Glazba na albumu predstavlja kombinaciju nekoliko žanrova uz teško distorzirane gitarske riffove te uglavnom polagani tempo. Album se smatra utjecajem je na brojne druge sastave.

## Turneja, promocija i objava
Malo prije nego što se sastav uputio na turneju za promociju albuma, basist Nick Oliveri zamijenjen je Scottom Reederom koj ije ranije svirao s The Obsessed. Kao predgrupa Kyuss su nastupali sa sastavima poput Faith No More, White Zombie i Danzig. Na početku 1993. Metallica ih je odabrala kao predgrupu za svojih devet koncerata u Australiji. Osim prvog nastupa, sastav im je na preostalih osam koncerata iskoristio samo pola danog im vremena.
Glazbeni spotovi za pjesme "Green Machine" i "Thong Song" često su prikazivani na MTV-jevom Headbangers Ballu. Album je također često puštan na žanrovski sličnim radio stanicama poput KNAC, KISW, WYSP i KIOZ. Objavila ga je neovisna diskografska kuća Dali koju je kasnije kupila Elektra Records. Album je u konačnici prodan u svega 39.000 primjeraka.

## Popis pjesama
| Br. | Skladba                              | Skladatelj    | Trajanje |
| --- | ------------------------------------ | ------------- | -------- |
| 1.  | »Thumb«                              | Bjork, Homme  | 4:41     |
| 2.  | »Green Machine«                      | Bjork         | 3:38     |
| 3.  | »Molten Universe«                    | Garcia, Homme | 2:49     |
| 4.  | »50 Million Year Trip (Downside Up)« | Bjork         | 5:52     |
| 5.  | »Thong Song«                         | Homme         | 3:47     |
| 6.  | »Apothecaries' Weight«               | Garcia, Homme | 5:21     |
| 7.  | »Caterpillar March«                  | Bjork         | 1:56     |
| 8.  | »Freedom Run«                        | Bjork, Homme  | 7:37     |
| 9.  | »800«                                | Garcia, Homme | 1:34     |
| 10. | »Writhe«                             | Homme         | 3:42     |
| 11. | »Capsized«                           | Garcia, Homme | 0:55     |
| 12. | »Allen's Wrench«                     | Bjork, Homme  | 2:44     |
| 13. | »Mondo Generator«                    | Oliveri       | 6:15     |
| 14. | »Yeah«                               | Garcia        | 0:04     |